# 1,1-双(二苯基膦)甲烷
1,1-双(二苯基膦)甲烷(dppm)是一种具有分子式CH2(PPh2)2的有机磷化合物。Dppm外观为白色粉末或晶体状粉末，常在无机化学或有机金属化学中充当配体。 它是一种特异性的鳌合配体，因其可与中心金属原子（膦基）通过两个或更多的供体原子成键。

## 合成与活性
1,1-双(二苯基膦)甲烷第一次合成是通过二苯基膦钠(Ph2PNa)与二氯甲烷合成的：

Ph3P  +  2 Na   →   Ph2PNa  +  NaPh
2NaPPh2  +  CH2Cl2   →   Ph2PCH2PPh2  +  2 NaCl
在dppm（尤其是其络合物）中的亚甲基(CH2)具有温和的酸性。配体可以进行氧化得到相应的氧化物和硫化物CH2[P(E)Ph2]2 (E = O, S)。在这些衍生物当中亚甲基的酸性更强。